# 785 هـ
785 هـ هي سنة في التقويم الهجري امتدت مقابلةً في التقويم الميلادي بين سنتي 1383 و1384.

## أحداث
- السلطان المملوكي الظاهر برقوق يخلع الخليفة العباسي المتوكل على الله الأول